# Démographie de Hong Kong
Hong Kong est l'une des régions les plus densément peuplées dans le monde avec environ 6 300 personnes par kilomètre carré. Le terme densément peuplé, ville verte est fréquemment utilisé pour décrire la majorité des personnes vivant dans un appartement dans un gratte-ciel et la plupart les terrains réservés pour les espaces ouverts, les parcs et les bois.
Hong Kong possède un des plus faibles taux de natalité (0,9 par femme), loin du taux de remplacement de 2,1. Avec seulement 1 032 bébés nés en 2009 pour 1 000 femmes fertiles, les estimations prévoient que 26,8 % de la population hongkongaise sera âgé de plus de 65 ans en 2033. Les séniors représentaient déjà 12,1 % de la population en 2005.

## Terminologie
Les habitants Han s'appellent généralement Hèung Góng Yàhn (chinois traditionnel : 香港人 ; cantonais Yale : Hèung Góng Yàhn ; litt. « Gens de Hong Kong »), que l'on appelle souvent Chinois de Hong Kong (chinois traditionnel : 香港華人) en dehors de Hong Kong. Les Chinois non Han nés à Hong Kong sont techniquement classifiés comme Gens de Hong Kong, bien qu'ils puissent choisir d'être identifiés par leur héritage ethnique original, selon les préférences de chacun. Mais il existe aussi un nom pour désigner toutes les personnes de Hong Kong : les Hongkongais.

## Statistiques démographiques

### Population
| Année | Population  | Source              |
| ----- | ----------- | ------------------- |
| 1841  | 5 000-7 500 | Recensement de 1841 |
| 1848  | 24 000      | [ 13 ]              |
| 1851  | 33 000      | [ 13 ]              |
| 1855  | 72 000      | [ 13 ]              |
| 1862  | 120 000     | [ 14 ]              |
| 1881  | 160 402     | Britannica 1911     |
| 1891  | 221 441     | Britannica 1911     |
| 1901  | 283 978     | Britannica 1911     |
| 1906  | 326 961     |                     |
| 1916  | 530 000     | [ 14 ]              |
| 1921  | 625 166     | [ 15 ]              |
| 1925  | 725 000     | [ 14 ]              |
| 1931  | 849 800     | Recensement de 1931 |
| 1941  | 1 600 000   | [ 14 ]              |
| 1945  | 500 000     | [ 16 ]              |
| 1945  | 600 000     | [ 17 ]              |
| 1945  | 750 000     | [ 18 ]              |
| 1950  | 2 200 000   | [ 17 ]              |
| 1950  | 2 360 000   | [ 16 ]              |
| 1960  | 3 000 000   | [ 19 ]              |
| 1970  | 3 995 400   | [ 20 ]              |
| 1980  | 5 145 100   | [ 20 ]              |
| 1985  | 5 524 600   | [ 20 ]              |
| 1995  | 6 270 000   | [ 20 ]              |
| 2000  | 6 711 500   | [ 20 ]              |
| 2005  | 6 837 800   | [ 20 ]              |
| 2009  | 7 026 400   | [ 20 ]              |

### Statistiques démographiques du CIA World Factbook

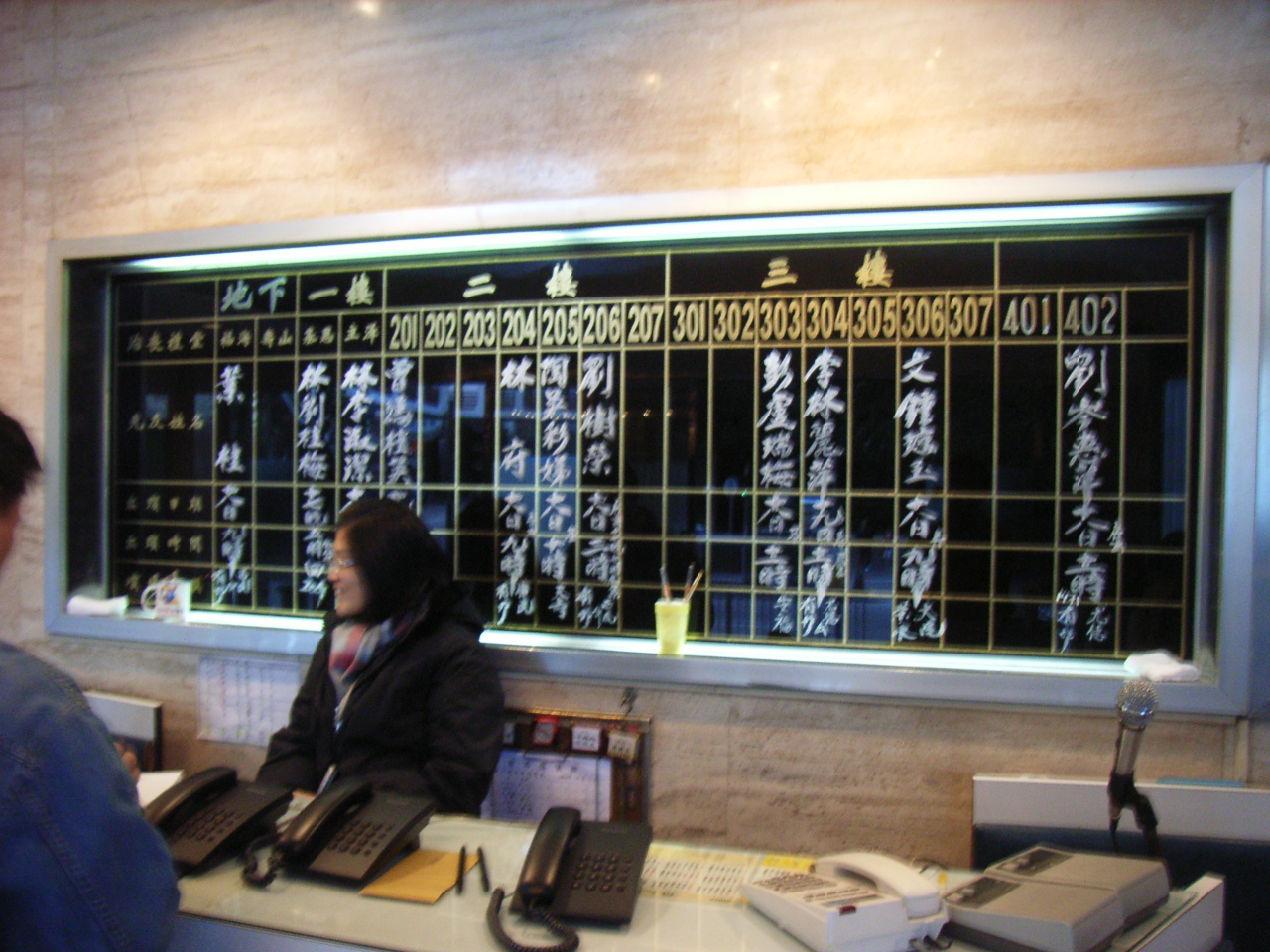
Accueil d'un funérarium en 2006.

Les statistiques démographiques qui suivent proviennent du CIA World Factbook, sauf indication contraire.
Pyramide des âges : (Estimation à fin 2009)
 0-14 ans : 12,2 % (hommes 444 600; femmes 415 400)
15-24 ans : 12,6 % (hommes 441 200 ; femmes 445 200)
25-34 ans : 15,3 % (hommes 454 700 ; femmes 621 900)
35-44 ans : 16,6 % (hommes 497 700 ; femmes 668 000)
45-54 ans : 18,4 % (hommes 621 100 ; femmes 673 300)
55-64 ans : 11,9 % (hommes 419 400 ; femmes 416 900)
65 ans et plus : 13 % (hommes 421 300; femmes 591 400)
Moyenne d'âge : 41,7 ans (estimation en 2008)
Taux de croissance de la population : 0,53 % (estim. 2008)
Taux de naissance : 7,37 naissances pour 1 000 habitants (estim. 2008)
Taux de décès : 5,93 décès pour 1 000 habitants (estim. 2000)
Taux net de migration : 8,12 migrants pour 1 000 habitants (estim. 2000)
Répartition par sexe :
à la naissance : 1,07 garçon/fille
moins de 15 ans : 1,12 garçon/fille
15-64 ans : 0,98 homme/femme
65 ans et plus : 0,84 homme/femme
population totale : 0,914 homme/femme (estim. 2006)
Âge moyen de mariage :
Homme: 30
Femme: 27
Mariages : (estim. 2006)
Jamais mariés 32 % (1 920 522)
Mariés 57,8 % (3 423 995)
Divorcés 3,2 % (189 563)
Séparés 0,6 % (34 722)
Taux de mortalité infantile : 5,93 décès/1 000 naissances en vie (estim. 2000)
Espérance de vie à la naissance :
Population totale : 82,88 ans
Hommes : 81,85 ans
Femmes : 84,41 ans (estim. 2000)
Taux de fertilité : 1,00 enfant né/femme (2008 est.)
Alphabétisation :
Définition : personne âgée de plus de 15 ans et ayant été à l'école
Population totale : 92,2 %
Hommes : 96 %
Femmes : 88,2 % (estim. 1996)

### Par ethnie
L'ensemble des habitants de Hong Kong sont appelés les Hongkongais. En 2021, les Chinois représentent 91,6 % de la population totale de la ville et les 8,4 % restants sont partagés entre différentes ethnies dont les plus numériquement importantes sont les Philippins et les Indonésiens. Le recensement national ne décompose pas les descendants d'immigrants européens en catégories séparées, tout comme les ethnies chinoises qui sont regroupées dans la catégorie Chinois.
| Ethnie            | 2001       | 2001  | 2006       | 2006  | 2011       | 2011  | 2016       | 2016  | 2021       | 2021  |
| Ethnie            | Population | %     | Population | %     | Population | %     | Population | %     | Population | %     |
| ----------------- | ---------- | ----- | ---------- | ----- | ---------- | ----- | ---------- | ----- | ---------- | ----- |
| Chinois           | 6 364 439  | 94,9  | 6 522 148  | 95,0  | 6 620 393  | 93,6  | 6 752 202  | 92,0  | 6 793 502  | 91,6  |
| Philippins        | 142 556    | 2,1   | 112 453    | 1,6   | 133 018    | 1,9   | 184 081    | 2,5   | 201 291    | 2,7   |
| Indonésiens       | 50 494     | 0,8   | 87 840     | 1,3   | 133 377    | 1,9   | 153 299    | 2,1   | 142 065    | 1,9   |
| Blancs            | 46 584     | 0,7   | 36 384     | 0,5   | 55 236     | 0,8   | 58 209     | 0,8   | 61 582     | 0,8   |
| Indiens           | 18 543     | 0,3   | 20 444     | 0,3   | 28 616     | 0,4   | 36 462     | 0,5   | 42 569     | 0,6   |
| Népalais          | 12 564     | 0,2   | 15 950     | 0,2   | 16 518     | 0,2   | 25 472     | 0,3   | 29 701     | 0,4   |
| Pakistanais       | 11 017     | 0,2   | 11 111     | 0,2   | 18 042     | 0,3   | 18 094     | 0,2   | 24 385     | 0,3   |
| Thaïlandais       | 14 342     | 0,2   | 11 900     | 0,2   | 11 213     | 0,2   | 10 215     | 0,1   | 12 972     | 0,2   |
| Japonais          | 14 180     | 0,2   | 13 189     | 0,2   | 12 580     | 0,2   | 9 976      | 0,1   | 10 291     | 0,1   |
| Autres Asiatiques | 12 835     | 0,2   | 12 663     | 0,2   | 12 247     | 0,2   | 19 589     | 0,3   | 24 588     | 0,3   |
| Autres            | 20 835     | 0,3   | 20 264     | 0,3   | 30 336     | 0,4   | 68 986     | 0,9   | 70 124     | 0,9   |
| Total             | 6 708 389  | 100,0 | 6 864 346  | 100,0 | 7 071 576  | 100,0 | 7 336 585  | 100,0 | 7 413 070  | 100,0 |

### Population étrangère

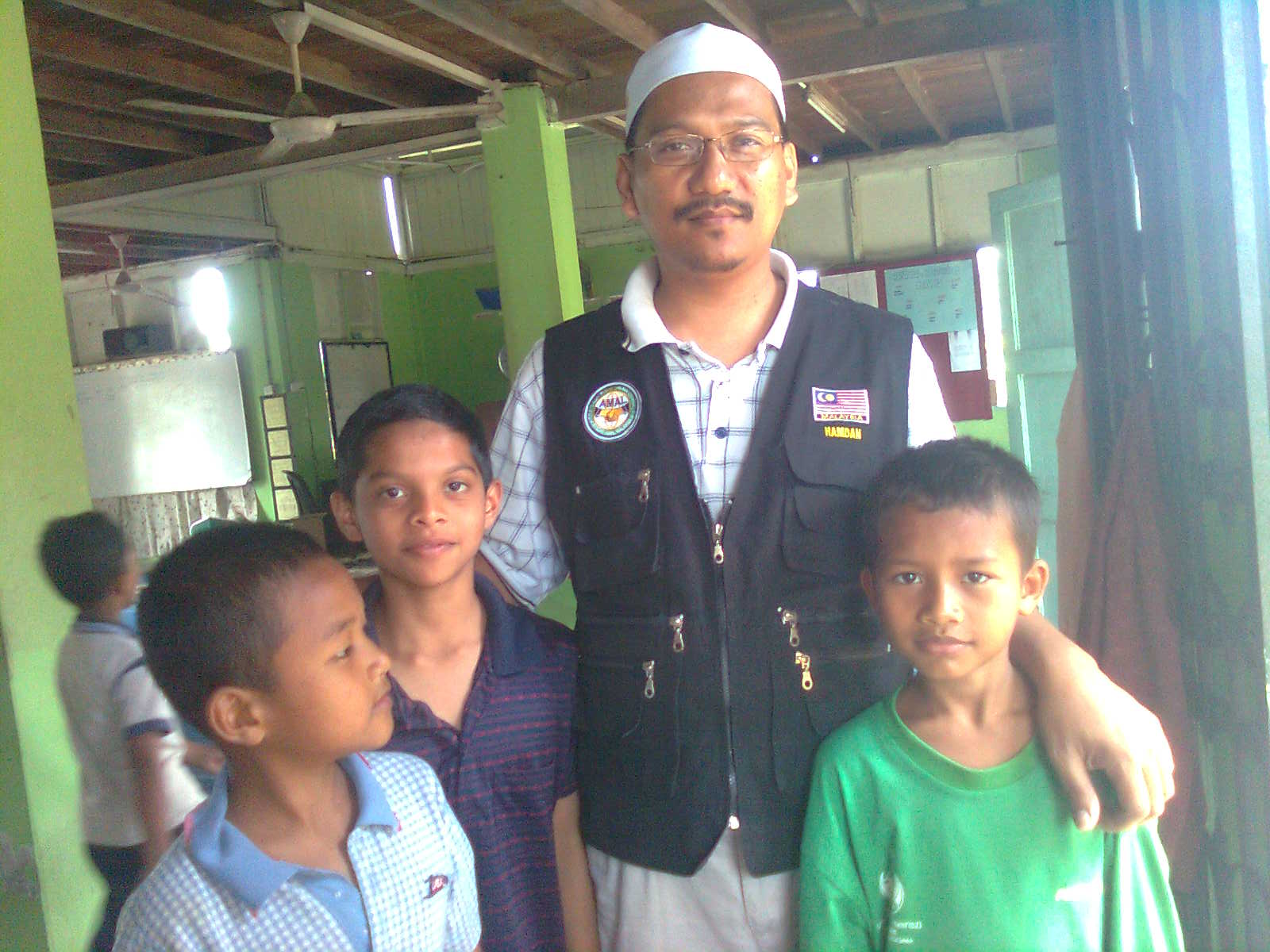
École pour jeunes migrants malais en 2011.

|                   | 2001      | 2006      | 2011      | 2016      |
| ----------------- | --------- | --------- | --------- | --------- |
| Population Totale | 6 708 389 | 6 864 346 | 7 071 576 | 7 336 585 |
| Chine             | 6 261 864 | 6 374 211 | 6 489 492 | 6 646 415 |
| Philippines       | 143 662   | 115 349   | 135 081   | 186 869   |
| Indonésie         | 54 629    | 110 576   | 137 403   | 159 901   |
| Royaume-Uni       | 25 418    | 24 990    | 33 733    | 35 069    |
| Inde              | 16 481    | 17 782    | 26 650    | 28 777    |
| Népal             | 12 379    | 15 845    | 15 943    | 22 679    |
| Pakistan          | 9 922     | 10 256    | 17 253    | 15 234    |
| États-Unis        | 14 379    | 13 608    | 16 742    | 14 749    |
| Australie         | 9 505     | 10 190    | 15 949    | 14 669    |
| Thaïlande         | 14 791    | 16 151    | 14 211    | 11 493    |
| Japon             | 14 715    | 13 887    | 13 858    | 10 678    |
| Autres            | 53 746    | 55 439    | 58 177    | 68 277    |

### Catégorie de population

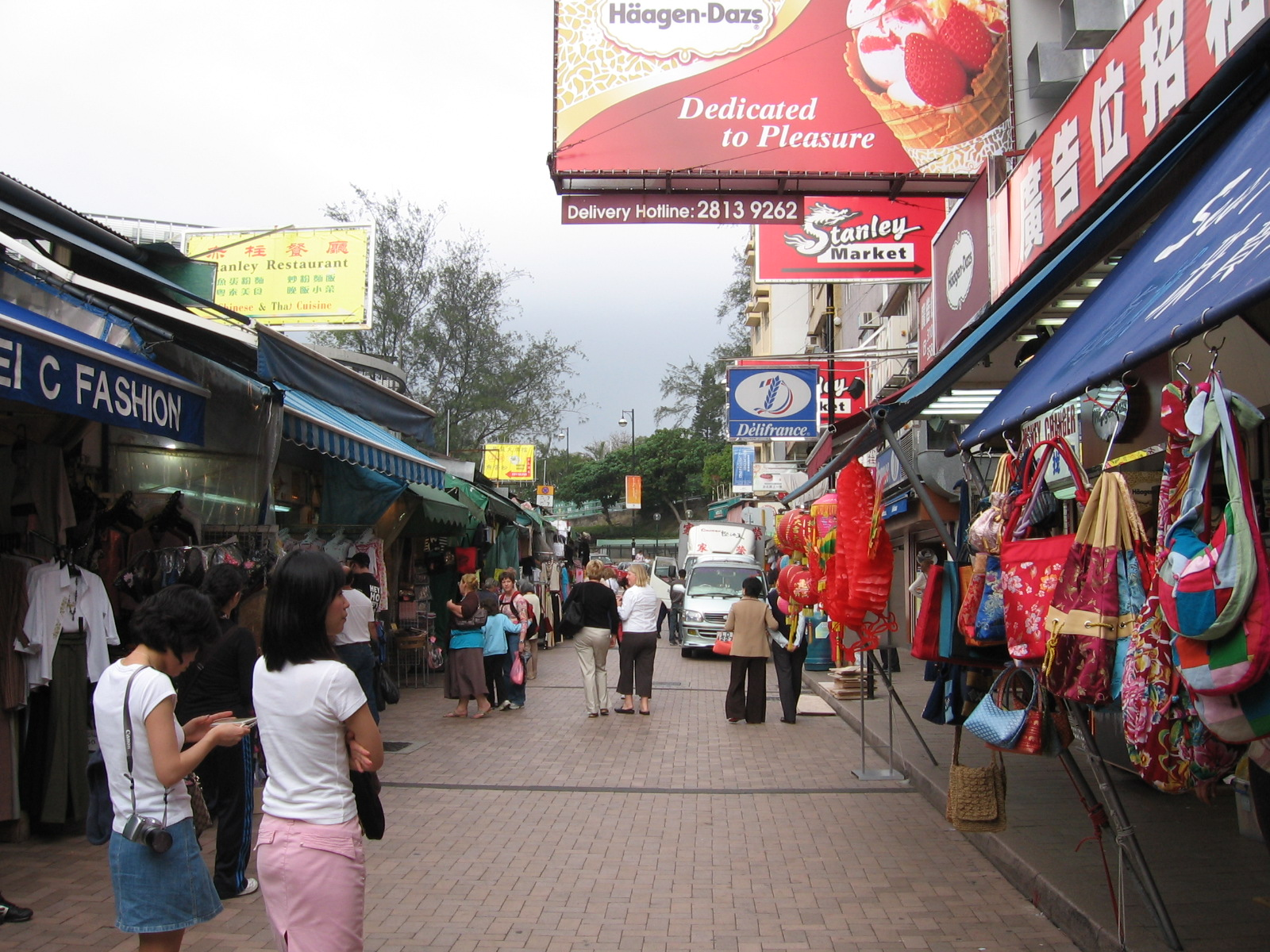
Le marché Stanley, un des lieux les plus diversifiés de la ville, en 2006.

Voici la liste des principales ethnies contenues dans les catégories de population de Hong Kong.
- Chinois
  - Cantonais
  - Hakka
  - Shanghaiens
  - Teochew nang
- Autres asiatiques
  - Philippins
  - Indonésiens
  - Japonais
  - Coréens
  - Asiatiques du sud
  - Thaïlandais
  - Vietnamiens
  - Pakistanais

- Caucasiens (pour la majorité)
  - Américains
  - Britanniques
  - Canadiens

Par migration
- Habitants indigènes
- Nouveaux migrants
- Rapatriés
- Expatriés

## Religion

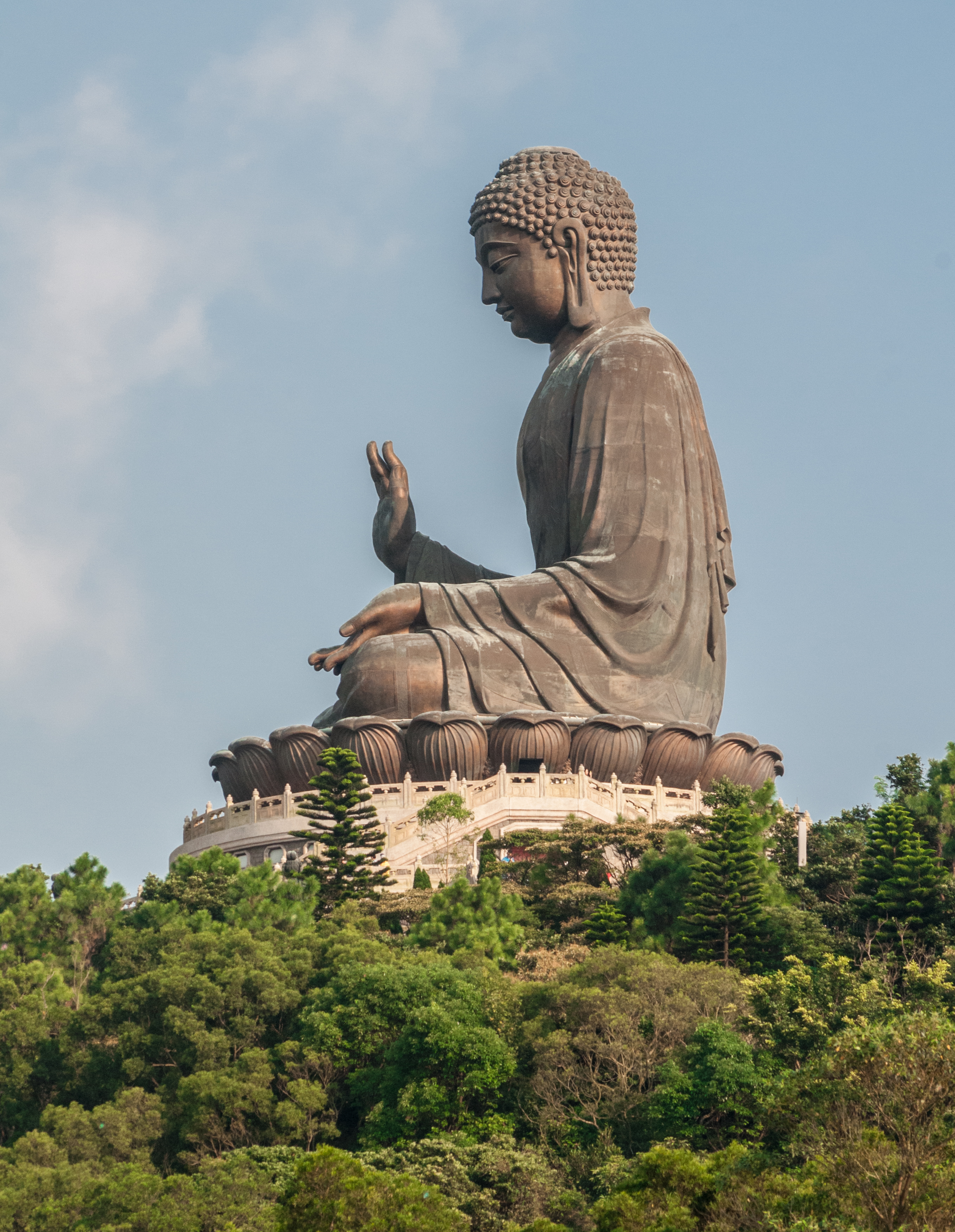
Le Bouddha de Tian Tan à l'île de Lantau, Hong Kong, la plus grande statue à l'air libre de Bouddha au monde.

Hong Kong jouit d'une grande liberté de culte, un droit décrit et protégé par la constitution. La majorité de la population de Hong Kong (90 %) pratique un mélange de religions locales, bouddhisme et taoïsme,,,,. Les bouddhistes et taoïstes partagent une base commune de théories de Confucius, religion traditionnelle chinoise et de culte des ancêtres.
La communauté chrétienne compte entre 560 000 pratiquants (320 mille protestants, 240 mille catholiques) et 660 000 en incluant les catholiques philippins, ce qui représente environ 8 à 9 % de la population totale.
Mis à part les principales religions, on trouve également un certain nombre de pratiquants d'autres croyances, dont environ 90 000 musulmans, 22 000 mormons, 4 000 juifs, 4 789 Témoins de Jéhovah, ainsi que des hindous, sikhs et baha'is. On trouve également des jaïns à Hong Kong. En plus d'une instruction religieuse, la plupart des principales religions ont ouvert des écoles et des centres sociaux.